# Běh na 4 × 1500 metrů
Štafeta na 4 × 1500 metrů je lehkoatletická soutěžní disciplína, jedna z mála kolektivních atletických soutěží. Jedná se o nejdelší oficiálně běhanou štafetu, byť velmi zřídka vypisovanou. Stejně jako u kratší štafety na 4 × 800 metrů jde o neobvyklou kombinaci štafetového běhu a středních tratí. Světový rekord na této trati byl nejstarším IAAF uznávaným primátem, který vydržel celých 32 let (od roku 1977). Překonán byl až rekordmany z Keni (v pořadí William Biwott Tanui, Gideon Gathimba, Geoffrey Kipkoech Rono a Augustine Choge), kteří 4. září 2009 zaběhli v Bruselu čas 14:36,23 minut, čímž překonali předchozí čas štafety NSR o 2,57 sekundy. Průměrný čas každého člena rekordní štafety činil 3:39.0 minuty. 

## Současný rekord
| Muži             |           |                                                                         |      |        |               |
| Rekord           | Čas (min) | Atlet                                                                   | Stát | Město  | Datum rekordu |
| Světový rekord   | 14:22,22  | Collins Cheboi Silas Kiplagat James Kiplagat Magut Asbel Kipruto Kiprop | Keňa | Nassau | 25.5. 2014    |
| Muži na iaaf.org |           |                                                                         |      |        |               |

| Ženy             |           |                                                                          |      |       |               |
| Rekord           | Čas (min) | Atletka                                                                  | Stát | Město | Datum rekordu |
| Světový rekord   | 16:33,58  | Mercy Cherono Faith Kipyegonová Hellen Onsando Obiriová Irene Jelagatová | Keňa | Soul  | 24.5. 2014    |
| Ženy na iaaf.org |           |                                                                          |      |       |               |